# Chuarrancho
Chuarrancho è un comune del Guatemala facente parte del dipartimento di Guatemala.
L'abitato venne fondato nel 1883 da un gruppo di contadini provenienti da San Pedro Sacatepéquez e nel 1905, sotto il governo di Justo Rufino Barrios, venne istituito il comune.